# فیلیپ فرانتس فن زیبلد
فیلیپ فرانتس فن زیبلد (آلمانی: Philipp Franz von Siebold; ۱۷ فوریهٔ ۱۷۹۶ – ۱۸ اکتبر ۱۸۶۶) یک گیاه‌شناس اهل آلمان بود.

## زمینه
روابط بین ژاپن و آلمان به دوره شوگون‌سالاری توکوگاوا (۱۸۶۸–۱۶۰۳) برمی‌گردد، زمانی که آلمانی‌های هلندی در خدمت هلندی برای کار برای کمپانی هند شرقی هلند وارد ژاپن شدند. اولین موارد به خوبی مستند شده مربوط به پزشکان انگلبرت کمپفر (۱۶۵۱–۱۷۱۶) و فیلیپ فرانتس فن زیبلد (۱۷۹۶–۱۸۶۶) در سال‌های ۱۶۹۰ و ۱۶۹۰ می‌باشد. هر دو پزشک مدیر پست تجاری هلند در دجیما را در سفر اجباری به ادو برای ادای احترام به شوگون همراهی کردند. فیلیپ فرانتس فن زیبلد نویسنده (نیپون، بایگانی برای توصیف ژاپن)، یکی از ارزشمندترین منابع اطلاعاتی در مورد ژاپن تا قرن بیستم شد؛ از سال ۱۹۷۹ دستاوردهای او با به رسمیت شناخته شده است و یک جایزه سالانه آلمانی به افتخار فیلیپ فرانتس فن زیبلد، که به دانشمندان ژاپنی اعطا می‌شود. سفر دوم فن زیبلد به ژاپن (۱۸۵۹–۱۸۶۲) به یک فاجعه تبدیل شد، زیرا او تلاش کرد بر سیاست هلندی در ژاپن تأثیر بگذارد و تلاش کرد یک پست دائمی به عنوان دیپلمات در آن کشور به دست آورد.

## حادثه زیبلد
حادثه زیبلد (به ژاپنی: シーボルト事件（シーボルトじけん)، این حادثه در سال ۱۸۲۸ (بونسی ۱۱) در اواخر دوره ادو رخ داد، زمانی که پزشک آلمانی فیلیپ فرانتس فن زیبلد در حال تلاش برای خارج کردن «نقشه کامل خط ساحلی ژاپن» («نقشه اینو») از ژاپن کشف شد، که به دلایل دفاع ملی، خروج آن از ژاپن ممنوع شده بود و متعاقباً از کشور اخراج شد.
زیبلد در حالی که سعی داشت اقلام ممنوعه مانند نقشه ژاپن و لباس‌هایی با نشان گل داوودی را از خانه خارج کند، دستگیر شد. زیبلد سال بعد تبعید شد و بسیاری از شاگردانش مجازات شدند. از آنجایی که شوگون‌سالاری بسیاری از افراد درگیر در این ماجرا، از جمله تاکاهاشی کاگه‌یاسو، قاضی کتاب‌ها و افسر ارشد نجوم شوگون‌سالاری که نقشه را به زیبلد ارائه داده بود، و محققان هلندی را مجازات کرد، این واقعه به اولین مورد آزار و اذیت محققان هلندی پیش از واقعه بانشو نو گوکو تبدیل شد.